# William A. Seiter

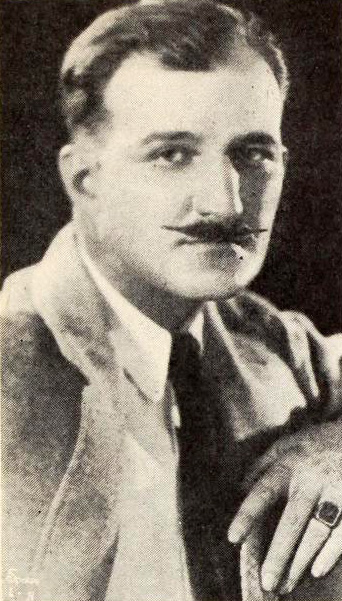
William A. Seiter (1921)

William Alfred Seiter (* 10. Juni 1890 in New York City; † 26. Juli 1964 in Beverly Hills, Kalifornien) war ein US-amerikanischer Filmregisseur. Bekannt wurde er vor allem als Regisseur von leichten Komödien wie Die Wüstensöhne (1933) und Zimmerdienst (1938) sowie von Filmmusicals wie Roberta (1935) und Du warst nie berückender (1942).

## Leben und Karriere
Nach einer Ausbildung an der Hudson River Military Academy war William A. Seiter zunächst als Verkäufer von Porzellan- und Glaswaren zusammen mit seinem Vater in New York tätig. Danach versuchte er sich als Künstler und Autor. Als Cowboy-Stuntman kam er schließlich nach Hollywood. Bereits 1915 drehte er seinen ersten Stummfilm. Später entwickelte er sich zu einem der erfolgreichsten Komödienregisseure, der mit zahlreichen Comedy-Größen der 1930er und 1940er Jahre, darunter Laurel und Hardy und die Marx Brothers, zusammenarbeitete. Mit Kinderstar Shirley Temple drehte er die Filme Sonnenmädel (1936) und Fräulein Winnetou (1939). Bis einschließlich 1960 war er an mehr als 140 Film- und Fernsehproduktionen beteiligt. Bisweilen trat er dabei auch als Produzent in Erscheinung, etwa bei dem Westernmusical Belle of the Yukon (1944) und der Musicalverfilmung Venus macht Seitensprünge (1948).
Seiter war von 1926 bis 1934 mit der Stummfilmschauspielerin Laura La Plante verheiratet. Nach der Scheidung von La Plante heiratete er Marian Nixon, die ebenfalls eine erfolgreiche Filmschauspielerin war. Sie waren bis zu seinem Tod infolge eines Herzinfarkts im Jahr 1964 30 Jahre verheiratet. Ihr Enkelsohn ist der Drehbuchautor Ted Griffin, der für Steven Soderbergh das Drehbuch zu Ocean’s Eleven schrieb. 1960 wurde er mit einem Stern auf dem Hollywood Walk of Fame geehrt. Sein Grab befindet sich auf dem Forest Lawn Memorial Park in Glendale, Kalifornien.

## Filmografie (Auswahl)
- 1923: Im Schoße der Erde, oder Die Katastrophe auf der Zeche Osten (Little Church Around the Corner)
- 1923: Liftboy Nr. 13 (Bell Boy 13)
- 1924: Seine Frau – meine Frau (The Fast Worker)
- 1926: Kaufhaus Pleite (Take It from Me)
- 1926: Charleston ist Trumpf (Skinner’s Dress Suit)
- 1926: Der keusche Josef (What happened to Jones)
- 1926: Alles Schwindel (The Cheerful Fraud)
- 1928: Mädel sei lieb (Happiness Ahead)
- 1929: Erfahrene Frau gesucht (Synthetic Sin)
- 1929: Die keusche Sünderin (Why Be Good?)
- 1931: Peach-O-Reno
- 1932: Girl Crazy
- 1932: Wenn ich eine Million hätte (If I Had a Million)
- 1932: Hot Saturday
- 1933: Laurel und Hardy: Die Wüstensöhne (Sons of the Desert)
- 1933: Diplomaniacs
- 1934: Sing and Like It
- 1934: The Richest Girl in the World
- 1935: Roberta
- 1935: Wenn sie nur kochen könnte (If You Could Only Cook)
- 1936: Sonnenscheinchen (Stowaway)
- 1936: Sonnenmädel (Dimples)
- 1937: Unter vier Augen (This Is My Affair)
- 1938: Three Blind Mice
- 1938: Room Service
- 1939: Fräulein Winnetou (Susannah of the Mounties)
- 1939: Black River (Allegheny Uprising)
- 1940: Hired Wife
- 1940: It’s a Date
- 1941: Sprechstunde für Liebe (Appointment for Love)
- 1942: Du warst nie berückender (You Were Never Lovelier)
- 1943: Destroyer
- 1943: Harte Burschen – steile Zähne (A Lady Takes a Chance)
- 1944: Belle of the Yukon
- 1945: Rausch der Farben (It’s a Pleasure)
- 1945: Oh, Susanne! (The Affairs of Susan)
- 1946: Zwei Sprengstoffverkäufer (Little Giant)
- 1946: Lover Come Back
- 1948: Venus macht Seitensprünge (One Touch of Venus)
- 1950: Borderline
- 1951: Dear Brat
- 1953: The Lady Wants Mink
- 1953: Champ for a Day
- 1954: Beeil dich zu leben (Make Haste to Live)
- 1955: Geschichten, die der Alltag schrieb (TV Reader’s Digest) (TV-Serie, eine Folge)
- 1955: Wenn man Millionär wär (The Millionaire) (TV-Serie, sieben Folgen)
- 1955: My Favorite Husband (TV-Serie, zwei Folgen)
- 1956–1957: Cavalcade of America (TV-Serie, vier Folgen)
- 1956–1960: The Gale Storm Show: Oh! Susanna (TV-Serie, 56 Folgen)
- 1959: Gold in Alaska (The Alaskans) (TV-Serie, eine Folge)